# Christian Vind (amtmand)
Christian Vind (1664-1712) var en dansk officer, amtmand og etatsråd.

## Liv
Søn af vicekansler Holger Vind og Margrete Ovesdatter Vind. Han tjente som oberstløjtnant i Prins Karls regiment i Italien fra 30. juli 1701, senere amtmand over Korsør og Antvorskov Amter og udnævnt etatsråd. Han var far til kommandant i Nyborg, generalmajor, kammerherre og hvid ridder Holger Christian Vind (1704-1763) og til gehejmekonferensråd, kammerherre og hvid ridder Niels Krabbe Vind (1705-1766) samt Hedevig Vind gift med lensgreve, statsembedsmand og statsminister Johan Ludvig Holstein. Han var gift med Elisabeth Juel.